# György Gedó
György Gedó, född den 23 april 1949, är en ungersk boxare som tog OS-guld i lätt flugviktsboxning 1972 i München. Han deltog i hela 4 olympiska spel.

## Olympiska resultat
1968 (i lätt flugvikt)
- Förlorade mot Joseph Donovan (Australien) TKO 2

1972 (i lätt flugvikt)
- Besegrade Sripirom Surapong (Thailand) TKO 3
- Besegrade Dennis Talbot (Australien) 5–0
- Besegrade Vladimir Ivanov (Sovjetunionen) 3–2
- Besegrade Ralph Evans (Storbritannien) 5–0
- Besegrade Kim U-Gil (Nordkorea) 5–0

1976 (i lätt flugvikt)
- Besegrade Saeid Bashiri (Iran) KO 2
- Besegrade Serdamba Batsuk (Mongoliet) 5–0
- Förlorade mot Payao Poontarat (Thailand) 1–4

1980 (i lätt flugvikt)
- 1st round bye
- Besegrade Charles Lubulwa (Uganda) RSC 1
- Förlorade mot Hipolito Ramos (Kuba) 0–5